# Huragan Georges
Huragan Georges – siódmy nazwany sztorm tropikalny, czwarty huragan oraz drugi główny tego typu incydent w sezonie huraganowym na Atlantyku w 1998 roku. Maksymalny wiatr wyniósł 155 mph (250 km/h), cyklon osiągnął maksymalnie 4. kategorię skali Saffira-Simpsona.
Huragan nawiedził osiem krajów położonych nad Atlantykiem oraz Morzem Karaibskim.
Huragan Georges spowodował śmierć 604 osób oraz dokonał zniszczeń oszacowanych na blisko 6 miliardów dolarów.
Ze względu na znaczne straty materialne oraz straty w ludziach, jakie wywołał Georges, nazwa ta została wycofana z ponownego użycia w nazewnictwie cyklonów tropikalnych nad Atlantykiem.

## Ofiary huraganu
| Kraj                | Ofiary śmiertelne |
| ------------------- | ----------------- |
| Dominikana          | 380               |
| Haiti               | 209               |
| Portoryko           | 7                 |
| Kuba                | 6                 |
| Saint Kitts i Nevis | 5                 |
| Stany Zjednoczone   | 4                 |
| Antigua i Barbuda   | 3                 |
| Bahamy              | 1                 |
| Razem               | 604               |